# 英格蘭史 (休謨)
英格蘭史（英語：The History of England），有时称为大不列颠史（英語：The History of Great Britain）是苏格兰哲学家大卫·休谟在爱丁堡创作，于1754年至1761年出版的关于英格兰历史的历史著作，内容也涉及威尔士、苏格兰和爱尔兰。该书出版后引发各政治势力的强烈愤慨，但销量火爆，使休谟因此获得了梦寐以求的经济独立。该书上自凯撒入侵，下至1688年光荣革命，出版多达100版，是当时英格兰标准的史书。

## 中文版
- 《英国史1-6》，刘仲敬译，吉林出版集团有限责任公司，2012年
  - 河南大学教师梅祖蓉表示刘仲敬《英国史》中译本有多处遗漏：“译本只保留了标题下的事件排列，而原著边页中的时间与事件提示全都不见”。此外，1章之内至少有20处漏译以及其他的错译部份。梅祖蓉还认为刘仲敬将原著改译成文言文的行为是在「着意卖弄」[1]。
  - 浙江大学社会学系兼任教授阎克文认为，休谟《英国史》刘仲敬译本“基本上是在胡说八道”，“应该署名为休谟与刘仲敬合著”。阎克文还透露说，刘仲敬带着人上门警告出版社吉林出版集团，他的译本一个字也不能改[2]。

- 《英国史》共六卷，石小竹译，商务印书馆，2023年